# Ismail Qemali
Ismail Qemali Bej Vlora ou plus communément Ismail Qemali (né le 16 janvier 1844 à Vlorë et mort le 24 janvier 1919 à Pérouse en Italie) est l'un des principaux chefs du mouvement national albanais, fondateur de l'État albanais moderne. Le 28 novembre 1912 à Vlorë, il proclama l'indépendance de l'Albanie et forme un gouvernement provisoire qu'il préside. Le 6 février 1914, la Conférence des ambassadeurs nomme le Prince Guillaume de Wied chef de l'État.

## Biographie
Ismail Qemali naît à Avlonya (aujourd'hui Vlorë) d'une famille noble. Ayant terminé l'enseignement primaire dans sa ville natale, il s'installa à Istanbul en 1859 où il entreprit une carrière de haut fonctionnaire au sein de l'administration ottomane. Il participa à la réforme de l'Empire ottoman sous Midhat Pacha, et fut le gouverneur de plusieurs villes des Balkans. Durant ces années, il prit part à la standardisation de l'alphabet albanais et à la création d'une association culturelle albanaise. 
En 1877, il occupait déjà d'importantes fonctions dans l'administration ottomane, mais lorsque Midhat Pacha fut déchu de sa fonction de Premier ministre par le sultan Abdülhamid II, Ismaïl Qemali fut envoyé en exil dans l'ouest de l'Anatolie. Le sultan le rappela quelque temps plus tard et fit de lui le gouverneur de Beyrouth. Cependant, ses recommandations politiques libérales le firent à nouveau tomber en disgrâce auprès d'Abdülhamid II, et en mai 1900, Ismaïl embarqua sur la yacht de l'ambassadeur britannique afin de réclamer l'asile politique. Il fut mené hors de Turquie et, durant les huit années suivantes, travailla à la fois à la promotion d'un nouvel ordre constitutionnel et à la cause nationale albanaise au sein de l'Empire ottoman. 
À la suite de la révolution des Jeunes-Turcs de 1908, il devint député au Parlement ottoman restauré, travaillant en collaboration avec les politiciens libéraux et les Britanniques. En 1909, durant un soulèvement contre les Jeunes-Turcs, il fut brièvement nommé président de l'Assemblée nationale, mais fut forcé de quitter Istanbul quelques jours plus tard. Par la suite, Ismail Quemali se concentra uniquement sur la question de nationalisme albanais.
Durant la révolte albanaise de 1911, il se joint à une réunion des leaders de cette révolte, le 23 juin dans un village au Monténégro (Gerče) et ensemble, ils élaborèrent le «Memorandum Gerče» (parfois appelé «Livre rouge» de la couleur de sa couverture), requête d'indépendance adressée à la fois à l'Empire ottoman et à l'Europe (en particulier à la Grande-Bretagne). 
Il fut par le personnage principal de la Déclaration d'Indépendance de l'Albanie et de la formation d'un gouvernement indépendant le 28 novembre 1912, marquant la fin de près de 500 ans de domination ottomane. Avec Luigj Gurakuqi, il étendit le drapeau albanais sur l'édifice où la déclaration d'indépendance venait d'être signée, à Vlorë. Il fut le Premier ministre de l'Albanie de 1912 à 1914.
Pendant la Première Guerre mondiale, Qemali vécut en exil à Paris, où, bien que ruiné, il maintint un grand nombre de contacts et collabora avec les correspondants de l'édition continentale du Daily Mail, afin d'écrire ses mémoires. Cette autobiographie, publiée après sa mort, est la seule mémoire d'un des derniers hommes d'état de l'Empire ottoman à être écrites en anglais, et l'unique témoignage d'une approche libérale et multiculturelle des problèmes de l'Empire mourant. En 1918, Ismail Qemali se rendit en Italie pour promouvoir et soutenir son mouvement politique, mais fut empêché de quitter le sol par le gouvernement italien et contraint de rester dans un hôtel à Pérouse, à son grand énervement. Il y meurt d'une attaque cardiaque.
Ismail Qemali figure sur l'avers des billets de 200 leks émis entre 1992 et 1996, et sur les billets de 500 leks émis depuis 1996.